# Épisodes de Green Lantern
Cet article présente le guide des épisodes de la première saison de la série télévisée Green Lantern.

## Épisode 1Craignez la lumière des Green Lantern (1repartie)
- États-Unis : 11 septembre 2011 sur Cartoon Network
- France : 2 septembre 2012 sur France 4

## Épisode 2:Craignez la lumière des Green Lantern (2epartie)
- États-Unis : 11 septembre 2011 sur Cartoon Network
- France : 2 septembre 2012 sur France 4

## Épisode 3:La Colère de Razer
- États-Unis : 17 mars 2012 sur Cartoon Network
- France : 2 septembre 2012 sur France 4

## Épisode 4:Une drôle de cargaison
- États-Unis : 24 mars 2012 sur Cartoon Network
- France : 2 septembre 2012 sur France 4

## Épisode 5:Duel pour le trône
- États-Unis : 31 mars 2012 sur Cartoon Network
- France : 2 septembre 2012 sur France 4

## Épisode 6:La Planète perdue
- États-Unis : 7 avril 2012 sur Cartoon Network
- France : 9 septembre 2012 sur France 4

## Épisode 7:Règlement de comptes
- États-Unis : 14 avril 2012 sur Cartoon Network
- France : 9 septembre 2012 sur France 4

## Épisode 8:Le Cristal jaune
- États-Unis : 21 avril 2012 sur Cartoon Network
- France : 16 septembre 2012 sur France 4

## Épisode 9:Le Pouvoir de l'amour
- États-Unis : 28 avril 2012 sur Cartoon Network
- France : 16 septembre 2012 sur France 4

## Épisode 10:L'Espoir fait vivre
- États-Unis : 5 mai 2012 sur Cartoon Network
- France : 23 septembre 2012 sur France 4

## Épisode 11:La Cage aux oiseaux
- États-Unis : 12 mai 2012 sur Cartoon Network
- France : 23 septembre 2012 sur France 4

## Épisode 12:Invasion
- États-Unis : 19 mai 2012 sur Cartoon Network
- France : 30 septembre 2012 sur France 4

## Épisode 13:Le Retour
- États-Unis : 26 mai 2012 sur Cartoon Network
- France : 3 mars 2013 sur France 4

## Épisode 14:Le Nouveau
- États-Unis : 29 septembre 2012 sur Cartoon Network
- France : 3 mars 2013 sur France 4

## Épisode 15:Réactivation
- États-Unis : 6 octobre 2012 sur Cartoon Network
- France : 3 mars 2013 sur France 4

## Épisode 16:Une autre époque
- États-Unis : 5 janvier 2013 sur Cartoon Network
- France : 3 mars 2013 sur France 4

## Épisode 17:Lueur d'espoir
- États-Unis : 12 janvier 2013 sur Cartoon Network
- France : 3 mars 2013 sur France 4

## Épisode 18:Un vent de folie
- États-Unis : 19 janvier 2013 sur Cartoon Network
- France : 10 mars 2013 sur France 4

## Épisode 19:Regrets
- États-Unis : 26 janvier 2013 sur Cartoon Network
- France : 10 mars 2013 sur France 4

## Épisode 20:La Colère d'Aya
- États-Unis : 2 février 2013 sur Cartoon Network
- France : 10 mars 2013 sur France 4

## Épisode 21:Babel
- États-Unis : 9 février 2013 sur Cartoon Network
- France : 10 mars 2013 sur France 4

## Épisode 22:L'Amour est un Champ de Bataille
- États-Unis : 16 février 2013 sur Cartoon Network
- France : 10 mars 2013 sur France 4

## Épisode 23:Larfleeze
- États-Unis : 23 février 2013 sur Cartoon Network
- France : 10 mars 2013 sur France 4

## Épisode 24:Blessure
- États-Unis : 2 mars 2013 sur Cartoon Network
- France : 17 mars 2013 sur France 4

## Épisode 25:Ranx
- États-Unis : 9 mars 2013 sur Cartoon Network
- France : 17 mars 2013 sur France 4

## Épisode 26:Un Monde meilleur
- États-Unis : 16 mars 2013 sur Cartoon Network
- France : 17 mars 2013 sur France 4